# Cabezón de Echauri
El Cabezón de Echauri −comúnmente ortografiado Cabezón de Etxauri− es la forma con la que popularmente se conoce a la peña de Echauri (oficialmente, en euskera: Etxauriko Haitzak). Se trata de la cumbre más alta de la Sierra de Sarbil, dominando la Valdechauri a 1138 m s. n. m.
Forma parte de la línea de separación, junto a las sierras de Lóquiz, Urbasa, Andía, el Perdón, Alaiz e Izco, entre la Navarra montañosa, al norte, de una Navarra meridional donde excepcionalmente existen alturas por encima de los cuatrocientos o seiscientos metros.

## Toponimia
El nombre oficial es Etxauriko Haitzak, que es el nombre en euskera, y debe usarse tanto en castellano como en euskera en ámbitos oficiales. Raramente se utiliza esta denominación en castellano fuera de ellos.
Tradicionalmente ha recibido varios nombres, entre los cuales destacan Peña de Echauri y Cabezón de Echauri. Este último se explica por su característica cumbre redondeada, que al ser vista desde Pamplona se asemeja a una cabeza humana. En cualquier caso ambos hacen referencia a Echauri, municipio en el que está situado y capital del valle del mismo nombre que domina la peña.
Otros nombres utilizados, aunque menos frecuentemente, son monte Sarbilo alto de Echauri, si bien este último puede portar a confusión con el puerto de Echauri, que es por el que cruza la carretera NA-700 entre Echauri y Muniain.
La distinción entre Echauri y Etxauri es puramente ortográfica, ya que la primera es la forma tradicional en castellano, mientras que la segunda sigue las normas ortográficas del euskera, y es la forma oficial desde 1992.

## Historia
Este monte fue antiguo patrimonio de la Corona de Navarra. El rey, además de reservarse las neveras y el rozal, permitió a seis pueblos limítrofes, o congozantes, su aprovechamiento. A saber, Echauri y Ciriza, de la Val de Echauri, Muniáin de Salinas, del valle de Guesálaz, Ibero e Izcue, de la Cendea de Olza, y Azanza, del valle de Goñi. Han sido frecuentes las disputas entre los vecinos de estos pueblos para el uso y disfrute de los recursos del monte.

## Ermitas
En las cercanías se ubican las ermitas de Santa Lucía y de Santa Cruz ambas ya dentro de los límites municipales de Muniáin de Guesálaz.

## Deportes
Sus grandes paredes en la vertiente sur, hacen que numerosos aficionados a la escalada acudan a practicar dicho deporte. En ella se sitúa la escuela de escalada más importante de Navarra.
También la carretera que asciende al puerto, al alto, la NA-700, presenta un trazado interesante, exigente, que lleva a muchos amantes del ciclismo a recorrerla habitualmente, incluso a figurar como puerto de montaña de primera categoría en numerosas competiciones ciclistas.